# Censo demográfico no Brasil

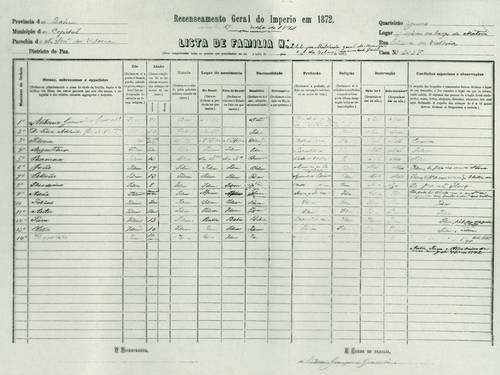
Lista de família do censo de 1872.

O censo demográfico no Brasil é uma operação censitária realizada a nível nacional desde 1872, com o objetivo de coletar, processar e disseminar informações sobre a população, sua composição, características, distribuição espacial e organização (indivíduos, famílias e domicílios). 
O primeiro censo demográfico do Brasil coletou, além do número de habitantes, informações como cor, sexo, estado de livres ou escravos, estado civil, nacionalidade, ocupação e religião. Após anos, outras informações passaram a ser coletadas e, hoje, o questionário do censo responde a questões fundamentais que servem de base para a definição de políticas públicas e planejamento de entidades públicas e privadas do Brasil.
O Instituto Brasileiro de Geografia e Estatística é o órgão responsável por realizar o censo demográfico brasileiro desde 1940. O último censo realizado pelo instituto foi realizado no ano de 2022 (Censo de 2022), que foi atrasado em dois anos em decorrência da Pandemia de COVID-19 e do corte de verbas previstas para a operação.

## História

### Período pré-censo
Antes da realização da primeira contagem geral da população, em 1872, a estimativa da população portuguesa na América e depois da brasileira, era feita com base em estimativas de números fornecidos por autoridades e por integrantes da Igreja, com o objetivo principal de saber o número de pessoas que frequentavam a Igreja no Império do Brasil.[carece de fontes?]
A partir de 1750, começaram a aparecer as primeiras informações oficiais sobre a população do Brasil, na época a Coroa Portuguesa organizava as contagens com objetivos estritamente militares. Algumas cidades também realizavam contagens populacionais antes do primeiro recenseamento geral, a exemplo a cidade de São Paulo, nos anos de 1765, 1777, 1798 e 1836, e a cidade do Rio de Janeiro, que realizou contagens em 1799, 1821, 1838, 1849, 1856 e 1870.
Entre 1831 e 1832, Minas Gerais realizou um censo com listas nominativas de seus habitantes.
No ano de 1846, foi decidido que o censo demográfico deveria acontecer e seria fixado o intervalo de oito anos para sua execução, contudo, o governo somente foi autorizado a realizar o censo em 1850, com início tardio, em 1852. Um decreto editado em 1851, o nº 797 de junho de 1851, fez crer que os homens de cor libertos seriam escravizados, o que gerou rejeição entre a população e atrapalhou a execução dos trabalhos, vindo a por fim ao censo.

### Primeiros censos
Em 1870 ficou estabelecido que o intervalo entre os censos seria de dez anos. Dois anos depois, em 1872, foi realizado o primeiro censo nacional no Brasil que recebeu o nome de Recenseamento da População do Império do Brasil. O intervalo de dez anos para a realização de censos não foi cumprido e o censo seguinte, que deveria ter sido em 1882, não ocorreu. Com o fim do Império e a Proclamação da República, em 1889, um novo censo foi realizado em 1890 seguido de censo em 1900.
Por motivos não explicados, entre 1900 e 1940 foram feitos censos a cada 20 anos. Em 1910 não foi realizada contagem retornando em 1920. Em 1930 também não houve censo retornando 10 anos depois.

### Censos do IBGE

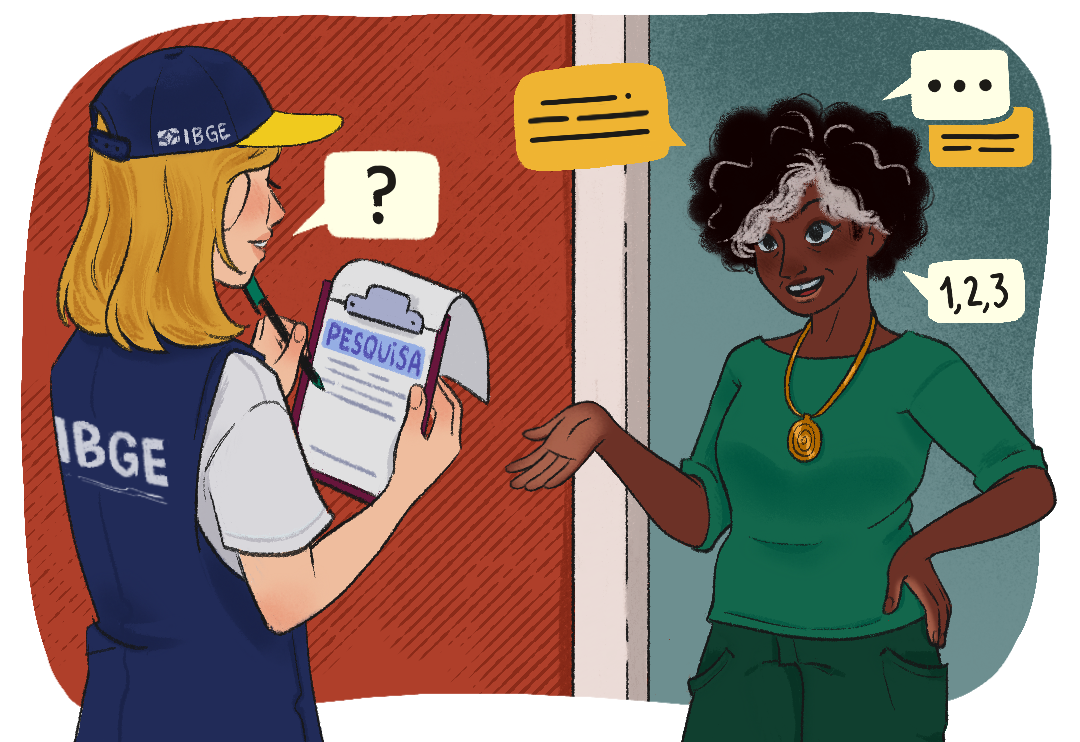
Ilustração representativa da coleta manual de informações realizada no processo de recenseamento.

O censo de 1940 inicia então nova fase nas pesquisas populacionais do Brasil sendo organizado pelo IBGE que fora criado em 1938 com a contribuição do renomado demógrafo italiano Giorgio Mortara. Desde então o censo tem sido realizado rigorosamente a cada 10 anos. Os questionários passaram a ser mais abrangentes contendo perguntas sobre temas econômicos e sociais, tais como: mão de obra, emprego, desemprego, rendimento, fecundidade, migrações internas, entre outros temas.
Depois do censo de 1991, o IBGE buscou um novo modelo de condução de integração com a sociedade proporcionando a reformulação de perguntas e na estratégia das pesquisas e abordagem do entervistado visando ao censo de 2000. Os planos para o censo de 2010 eram de uma constante atualização da população com aumento da informatização na coleta de dados já iniciada na contagem populacional de 2007.
No censo de 2010, foram-se utilizadas das novas Tecnologias de Informação e Comunicação que possibilitaram ao Brasil a primazia de realização do primeiro censo demográfico digital do mundo. Este feito, inclusive, suscitou o prêmio NetExplorateur, conferido, em 2011, pela Organização das Nações Unidas para a Educação, a Ciência e a Cultura (United Nations Educational, Scientific and Cultural Organization - UNESCO) e empresas de tecnologia mundiais, além de outras várias menções honrosas.
O Censo que estava previsto para 2020 foi adiado para 2021 por conta da pandemia de COVID-19. Já em 2021, o Censo foi novamente adiado, devido ao corte no orçamento previsto para a operação.

## Subsídio à pesquisa e políticas públicas
Os Censos Demográficos modernos constituem ferramentas essenciais para o conhecimento aprofundado da população e do território, utilizados tanto pelo Estado quanto pelo setor privado e por pesquisadores. Sua relevância reside em serem a principal fonte de informação para a formulação de políticas públicas, o direcionamento de investimentos e a elaboração de estratégias de ação por parte de agências governamentais, empresas e organizações sociais. Além disso, servem como a principal base de dados para diversas pesquisas acadêmicas, oferecendo referência para análises históricas e para a realização de projeções futuras.
Exemplos concretos da aplicação desses dados incluem a alocação de recursos orçamentários federais para estados e municípios em áreas cruciais como saúde e educação, bem como a definição de projetos prioritários em infraestrutura, saneamento básico, habitação e acesso à energia. Em nível local, os dados censitários permitem a identificação precisa do perfil e do número de famílias que se qualificam para programas sociais como o Bolsa Família, ou que necessitam de acesso a equipamentos públicos como creches, escolas, transporte, serviços de saúde e lazer nas diferentes regiões.
No contexto brasileiro, pesquisas têm demonstrado a riqueza das informações censitárias desde seu início no século XIX, revelando sua capacidade de analisar mudanças e continuidades na estrutura social do país . Em outras escalas, esses dados também têm sido de extrema importância para análises espaciais das transformações urbanas em cidades e regiões metropolitanas, por serem uma das fontes mais abrangentes e detalhadas disponíveis para esse fim . Mesmo com as limitações inerentes a toda fonte de dados, o Censo Demográfico tem-se mostrado fundamental para o entendimento das sociedades, de suas características, fluxos, transformações, localização e condições de vida, incluindo situações de extrema pobreza, precariedade e informalidade habitacional .